# محمد حسن علوان
محمد حسن علوان (27 أغسطس 1979م) روائي وكاتب سعودي، والرئيس التنفيذي لهيئة المسرح والفنون الأدائية في السعودية من 18 نوفمبر 2024م. وشغل قبلها منصب الرئيس التنفيذي لهيئة الأدب والنشر والترجمة من فبراير 2020م إلى 18 نوفمبر 2024م. صدر له عدد من الروايات من أبرزها رواية (موت صغير) الرواية الفائزة بالجائزة العالمية للرواية العربية (البوكر) عام 2017.

## التعليم
- حاصل على درجة الدكتوراه في إدارة الأعمال من جامعة كارلتون في كندا.
- حاصل على ماجستير في إدارة الأعمال من جامعة بورتلند بالولايات المتحدة الأمريكية.
- حاصل على بكالوريوس نظم المعلومات من جامعة الملك سعود بالرياض.[3]

## العمل والمناصب
- الرئيس التنفيذي لهيئة الأدب والنشر والترجمة في السعودية من فبراير 2020م إلى 18 نوفمبر 2024م.[4]
- الرئيس التنفيذي لهيئة المسرح والفنون الأدائية من 18 نوفمبر 2024م.[5]

## حياته
- ولد في الرياض، 27 أغسطس 1979 .
- صدرت له ست روايات سقف الكفاية (2002)، صوفيا (2004)، طوق الطهارة (2007)، القندس (2011)، موت صغير (2016) وكتاب واحد الرحيل نظرياته والعوامل المؤثرة فيه (2014) رواية (جرما الترجمان)2020م .
- كتب مقالة أسبوعية لمدة ست سنوات في صحيفتيّ الوطن والشرق السعوديتين.
- نشرت له صحيفتا نيويورك تايمز الأمريكية والغارديان البريطانية مقالات وقصصاً قصيرة.
- تمّ اختياره عام (2010) ضمن أفضل 39 كاتب عربي تحت سن الأربعين، وأدرج اسمه في أنطولوجيا (بيروت39). [بحاجة لمصدر]
- عام 2013، رشحت روايته القندس ضمن القائمة القصيرة في الجائزة العالمية للرواية العربية البوكر العربية من بين 133 رواية مشاركة على مستوى العالم العربي.
- عام 2015، فازت النسخة الفرنسية من روايته القندس بجائزة معهد العالم العربي في باريس كأفضل رواية عربية مترجمة للفرنسية في العام 2015.
- وفازت روايته (موت صغير) بجائزة البوكر العربيّة لعام 2017. موت صغير.[2]

## دراسته
- دكتوراة في إدارة الأعمال من جامعة كارلتون في كندا عام 2016.[6]
- ماجستير في إدارة الأعمال من جامعة بورتلند في الولايات المتحدة الأمريكية
- بكالوريوس نظم المعلومات من جامعة الملك سعود بالرياض.[7]

## كتبه ورواياته
- رواية سقف الكفاية (2002).
- رواية صوفيا (2004).
- رواية طوق الطهارة (2007).
- رواية القندس (2011). والتي ترشحت للقائمة القصيرة لـ الجائزة العالمية للرواية العربية.
- كتاب الرّحيل نظرياته والعوامل المؤثرة فيه (2014).
- رواية موت صغير (2016)، وفازت الرواية بالجائزة العالمية للرواية العربية.
- رواية جرما الترجمان. (2020).[8][9]